# Thamnochortus erectus
Thamnochortus erectus är en gräsväxtart som först beskrevs av Carl Peter Thunberg, och fick sitt nu gällande namn av Maxwell Tylden Masters. Thamnochortus erectus ingår i släktet Thamnochortus och familjen Restionaceae. Inga underarter finns listade i Catalogue of Life.